# 33号美国国道
33号美国国道（英語：U.S. Route 33）是一条南北方向的美国国道。该公路连接了弗吉尼亚州里士满和印第安纳州埃尔克哈特，全长709英里。